# Frauen wollen mehr
Frauen wollen mehr ist eine deutsche Fernseh-Komödie des Regisseurs Thomas Nennstiel aus dem Jahr 2009.

## Handlung
In Kremmen, einer kleinen Stadt im Landkreis Oberhavel, gibt es immer weniger Frauen. Alle verlassen ihre Heimat, um in der Großstadt das große Glück zu suchen. Das missfällt den heiratsfähigen Männern, die immer noch vergeblich auf Frauensuche sind. Der Dorf-Macho Ben, der oft mit seinen beiden Kumpels Steffen und Mario seine Zeit verbringt, gibt ihnen zwar gute Tipps wie man Frauen am besten beeindruckt, aber an der Umsetzung mangelt es dann leider.
Als eines Tages die schöne Modedesignerin Maja Rebner erscheint, um die alte Weberei ihrer Tante zu verkaufen, interessiert sich Ben sehr dafür. Allerdings nicht nur für die Weberei, sondern auch für die Verkäuferin. Er kennt sie eigentlich schon aus der Kinderzeit, hätte aber nie erwartet, jetzt eine so attraktive Frau vor sich zu sehen. Die ganze Ortsbevölkerung ist staunend stehen geblieben, als sie dort ankam. Ben will um jeden Preis die Kaufsumme drücken und als Maja erst einmal einen Gutachter einschalten möchte um das Anwesen taxen zu lassen, staffiert Ben kurzerhand Steffen Petzke dafür aus. Er instruiert ihn, auf was er alles hinweisen soll. Am Abend trifft sie sich mit Ben in der Kneipe des Ortes, wo sich unter anderen auch Steffen und Mario einfinden. In illustrer Runde gibt Maja den Männern Tipps, wie sie sich ein wenig attraktiver für die Damenwelt machen könnten, damit diese nicht reihenweise davonlaufen. Ben bietet alle seine Verführungskünste auf, um Maja ins Bett zu bekommen. Insgeheim wettet er mit Steffen, dass das auch nicht lange dauern wird. Da alle an dem Abend recht viel getrunken hatten, war das dann nicht schwer zu erreichen. Am nächsten Morgen ist Maja entsetzt und zieht sich schleunigst zurück. Zur Ablenkung hilft sie Mario, der Landwirt ist, bei seinen Kühen. Dabei gesteht er ihr, dass er wild entschlossen ist, sein Singleleben zu beenden. Er bittet sie, ihn ein wenig zu beraten, denn schließlich ist sie eine Modeexpertin und auch eine Frau. Schon am Abend erscheint er frisch durchgestylt und frisiert bei seinen Freunden. Ein erster Erfolg auf seine Kontaktanzeige macht ihn richtig glücklich. Doch stellt sich am Ende heraus, dass seine Freunde die Dame von einem Eskortservice für ihn bestellt hatten.
Maja macht indessen eine Reise in die Vergangenheit. Fotos im Schrank ihrer Tante lassen sie in Erinnerungen an ihre Kindheit schwelgen. Ein Ausflug mit Ben an die Stätten ihres Aufwachsens bringen sie dazu, darüber nachzudenken, vielleicht in Kremmen zu bleiben und die alte Weberei wieder ins Laufen zu bringen. Aufs höchste erstaunt ist sie dann, als Ben sie zu sich einlädt. Die Wohnung ist sehr modern und geschmackvoll eingerichtet, was sie nicht erwartet hatte. Was sie aber nicht weiß: Er gibt nur vor, der Hausherr zu sein, denn das sehenswerte Eigenheim gehört einer seiner Liebschaften. Von all dem beeindruckt, lässt sich Maja weiter auf eine Affäre mit ihm ein, die in dem Moment beendet scheint, als ihr Freund Luca in Kremmen auftaucht. Dieser macht als gepflegter Gentleman zunächst entsprechend Eindruck auf die verbliebene Kremmener Damenwelt. Insbesondere Doreen Schubert, die seit acht Jahren mit Steffen zusammenlebt und sich die letzte Zeit nur noch über ihn ärgert, ist von Luca begeistert.
Luca findet jedoch schnell heraus, dass Maja mit Ben geschlafen hat. Verärgert beendet er ihre Beziehung und fährt wieder weg. Maja begibt sich mit leichten Schuldgefühlen zu Ben, dem gar nicht recht ist, dass sie jetzt bei ihm auftaucht. Ein Makler hat nämlich die Weberei, die Maja ihm für 70.000 überlassen hat, für 290.000 aufgekauft. Auch erfährt sie von der Wette mit Steffen. Sie ist darüber so empört, dass sie den Kauf rückgängig machen will. Auch Doreen ist über Steffens Verhalten enttäuscht und will Maja begleiten, wenn sie Kremmen wieder verlässt.
Mario hat sich inzwischen so mit den Belangen der Frauen und was sie wirklich wollen auseinandergesetzt und gibt seine Erkenntnisse an die Dorfmänner weiter. Er macht mit ihnen einen regelrechten Fitness- und Benimmkurs, gibt Tanzunterricht und coacht sie in allem, was sie über Frauen wissen müssen. Es dauert nicht lange und seine Arbeit trägt Früchte. Einer nach dem anderen findet eine Freundin, so auch er selbst. Meist sind es Frauen aus dem Ort, die sie die ganze Zeit gar nicht wahrgenommen haben. Auch Steffen wirbt um seine Doreen und macht ihr sogar einen Heiratsantrag, den sie überglücklich annimmt.
Ben ist allerdings am Boden zerstört. Er bittet Maja um Verzeihung, aber sie will nichts mehr von ihm wissen. Zu sehr ist sie enttäuscht. Nicht einmal, als er den Kaufvertrag zerreist, überzeugt sie das. Als seine Freunde erfahren, wie ernst es ihm mit Maja ist, beschließen sie, ihm zu helfen. Damit sie Kremmen nicht verlassen kann, blockieren sie die Straße. Ben überrascht sie mit einer frisch eingerichteten Kunstweberei, die er ihr in seiner alten Werkstatt eingerichtet hat. Er gesteht ihr seine Liebe und sie verzeiht ihm.
Schon kurze Zeit später floriert die Weberei und Maja gelingt es mithilfe von Luca, ihre Stoffe bis nach Mailand zu liefern. Die Frauen des Ortes finden Arbeit bei ihr und haben keinen Grund mehr, Kremmen zu verlassen.

## Kritiken
Lexikon des internationalen Films meint zu dieser Komödie:

„Turbulente (Fernseh-)Komödie um einen Geschlechterkampf, den das in diesem Fall gar nicht so schwache Geschlecht für sich entscheidet.“

Bei Kino.de urteilt Tilmann P. Gangloff:

„Oertel spielt den Macho mit viel Hingabe und grimmigem Blick. Regisseur Thomas Nennstiel inszeniert die Geschichte jedoch im Tempo ländlicher Beschaulichkeit.[…] Sehenswert ist ‚Frauen wollen mehr‘,[…] weil das Drehbuch Mario, seinen Kumpanen und ihren verschiedenen Frauen (unter anderem Liane Forestieri) immer wieder hübsche kleine Szenen am Rande gewährt.“

Auch TV Spielfilm meint:

„Mit oft gelungener Situationskomik erzieht Regisseur Thomas Nennstiel […] die verlotterte Männerwelt dazu, gelegentlich die Unterhose zu wechseln und mit der Dame des Herzens auch mal zu plaudern. Einige Stereotypen und die Brechstangen-Auflösung muss man dafür freilich hinnehmen.“

## Ausstrahlung
| Datum          | Uhrzeit   | Sender     | Zuschauer | Marktanteil       |
| -------------- | --------- | ---------- | --------- | ----------------- |
| 28. April 2009 | 20:15 Uhr | Sat.1      | 2,81 Mio. | 9,4 % oder 12,5 % |
| 3. Mai 2011    | 20:15 Uhr | Sat.1      | 2,22 Mio. | 7,1 %             |
| 8. März 2014   | 22:00 Uhr | Sat.1 Gold |           |                   |